# Садовский, Фёдор Емельянович
Фёдор Емельянович Садовский (15.02.1907 — 24.01.1975) — советский военачальник, участник Советско-финляндской, Великой Отечественной войн. Генерал-майор танковых войск (1945).

## Биография

### Начальная биография
Родился 15 февраля 1907 года в деревне Рудьки Радомысльский уезд Киевской губернии (ныне территория находится в зоне отчуждения ЧАЭС, Киевская область. Украина). Украинец. Окончил Городское 4-классное училище (1909), Московское техническое училище (1914).
Окончил 7-летку (1926), 10-летку (1940, экстерном). Работал старшим десятником Речецкого лесничества Киевской области.
Член ВКП(б) с 1932 года.
Образование. Окончил Киевскую объединенную военную школу им. Каменева (1934), ВАММ (1942), Курсы командиров дивизий ВАФ (1948), ВАК при ВАГШ (1954).

### Служба в армии
В РККА призван 28 октября 1929 года Киевским ГВК.
С 28 октября 1929 года — красноармеец, с 5 октября 1930 года — командир отделения 5-го понтонного батальона (город Быхов, Белорусский ВО).
С 15 октября 1931 года по 4 ноября 1934 года — курсант Киевской объединенной военной школы им. С. С. Каменева.
С 4 ноября 1934 года — командир взвода отд. саперного батальона 133-й моторизованной бригады.
С 4 марта 1935 года — командир взвода роты регулирования батальона боевого обеспечения 133-й механизированной бригады.
С 17 июня 1936 года командир взвода бронемашин мотомеханизированного батальона 13-й автобригады особого назначения.
С 16 июля 1938 года — командир взвода отдельной танковой роты 58-й стрелковой дивизии. С 28 августа 1938 года — помощник начальника школы 58-й стрелковой дивизии. С 28 февраля 1940 г. старший адъютант батальона 24-го танкового полка 58-й стрелковой дивизии. В этой должности участвовал в советско-финляндской войне.
С 13 марта 1940 года — командир 433-го отдельного танкового батальона 146-й стрелковой дивизии.
С 17 июля 1940 года — заместитель командира роты средних танков, с 31 декабря 1940 г. — командир батальона средних танков 30-го танкового полка 15-й танковой дивизии.

### В Великую Отечественную войну
В этой должности встретил начало Великой Отечественной войны.
С 22 января по 24 мая 1942 года слушатель командного факультета Военной академии механизации и моторизации РККА им. И. В. Сталина.
С 24 мая 1942 года — командир 454-го отдельного танкового батальона 217-й танковой бригады 64-й армии.
С 18 июля 1942 года — заместитель командира 254-й танковой бригады по строевой части.
С 6 августа 1942 года по 13 сентября 1943 года — командир 254-й танковой бригады (подполковник, полковник).
4.11.1944 года назначен Командующим БТ и МВ 3-й гвардейской армии.

### После войны
С 5 октября 1945 года — командир 60-го тяжелого танко-самоходного полка.
На февраль 1946 года — начальник Военно-мотоциклетного училища (Выкса Горьковская область).
С 25 июля 1946 года — командир 96-го армейского тяжелого танко-самоходного полка. С 21 ноября 1946 года — заместитель командира 30-й гвардейской механизированной дивизии 11-й гвардейской армии.
С 24 сентября 1947 года по 26 ноября 1948 года — слушатель курсов командиров дивизий Военной академии им. М. В. Фрунзе.
С 18 января 1949 года. — заместитель командира 4-го гвардейского стрелкового корпуса Ленинградского ВО по БТ и МВ.
С 3 ноября 1953 года по 15 ноября 1954 года слушатель Высших академических курсов при Военной академии Генштаба.
С 8 декабря 1954 года командир 15-й гвардейской механизированной дивизии 7-й механизированной армии.
С 29 ноября 1955 года в распоряжении командующего войсками Белорусского военного округа.
С 19 декабря 1955 года — начальник военной кафедры Мелитопольского института механизации и электрификации сельского хозяйства.
Приказом МО СССР № 01357 от 29.08.1964 года уволен в запас по ст. 59 а с правом ношения военной формы одежды/
Умер 21 января 1975 года. Похоронен в Киеве на Байковом кладбище.

## Награды
- Орден  Ленина (05.11.1954)[5],
- Тремя орденами Красного Знамени (03.03.1943)[6], (25.08.1944)[7], (13.06.1952)[8].
- Орден Суворова II степени(06.04.1945)[9].
- Орден Красной Звезды (03.11.1944)[10].
- Медаль «За оборону Сталинграда»(22.12.1942)[11];
- Медаль «В ознаменование 100-летия со дня рождения Владимира Ильича Ленина» (6 апреля 1970)
- Медаль «За победу над Германией в Великой Отечественной войне 1941-1945 гг.»  (09.05.1945)[12];
- Медаль «За взятие Берлина»(09.06.1945)[13];
- Медаль «За освобождение Праги»(09.06.1945)[14];
- Юбилейная медаль «Двадцать лет Победы в Великой Отечественной войне 1941—1945 гг.» (7 мая 1965[15])
- Юбилейная медаль «30 лет Советской Армии и Флота» (1948);
- Юбилейная медаль «40 лет Вооружённых Сил СССР»[16]
- Юбилейная медаль «50 лет Вооружённых Сил СССР» (26 декабря 1967[17])

## Воинские звания
- лейтенант (Приказ НКО № 0042 от 13.01.1936),
- ст. лейтенант (Приказ НКО № 0622 от 08.06.1938),
- капитан (Приказ НКО № 03182 от 16.06.1940),
- майор (Приказ ГАБТУ № 0563 от 04.07.1942),
- подполковник (Приказ НКО № 06352 от 20.10.1942),
- полковник (Приказ НКО № 03070 от 22.05.1943),
- генерал-майор т/в (Пост. СНК № 1511 от 27.06.1945).

## Память
- На могиле установлен надгробный памятник.
- Имя воина увековечено в Главном Храме Вооружённых сил России, и навсегда запечатлено на мемориале «Дорога памяти»[18]